# Kaguya-sama: Love is War
Kaguya-sama: Love is War (jap. かぐや様は告らせたい ～天才たちの恋愛頭脳戦～, Kaguya-sama wa Kokurasetai - Tensai-tachi no Renai Zunōsen) ist eine Mangaserie von Aka Akasaka, die seit 2015 in Japan erscheint. Sie ist in die Genres Comedy und Romantik einzuordnen und wird seit 2019 als Anime-Fernsehserie umgesetzt.

## Inhalt
Die renommierte Shuchiin-Akademie ist eine Privatschule, die vor allem von Kindern reicher Eltern besucht wird. Miyuki Shirogane (白銀 御行) kommt aus eher einfachen Verhältnissen, ist jedoch ein herausragender Schüler und bereits über die Schule hinaus für seine Leistungen bekannt. Er steht dem Schülerrat vor und wird vertreten von Kaguya Shinomiya (四宮 かぐや). Die schöne Schülerin ist Tochter einer reichen Unternehmerfamilie und ähnlich intelligent und klug wie Miyuki. An der Schule wird bereits darüber geredet, dass beide das perfekte Paar seien, und sie entwickeln tatsächlich Gefühle füreinander. Doch sowohl Miyuki als auch Kaguya haben sich in den Kopf gesetzt, dass ein Eingeständnis ihrer Liebe eine Unterwerfung wäre, und wollen sich auf keinen Fall offenbaren. Stattdessen versuchen beide, den jeweils anderen zum Liebesgeständnis zu bringen.

## Veröffentlichung
Der Manga startete im Mai 2015 im Magazin Miracle Jump beim Verlag Shūeisha. Im März 2016 wechselte die Serie ins Magazin Shūkan Young Jump, wo es seither erscheint. Die Kapitel wurden auch gesammelt in bisher 28 Bänden herausgegeben.
Eine deutsche Fassung erschien von April 2020 bis November 2024 vollständig bei Egmont Manga in einer Übersetzung von Yuko Keller. Auf Englisch wird der Manga von Viz Media herausgegeben, auf Italienisch von Edizioni Star Comics und auf Chinesisch von Tong Li Publishing.
In Japan werden zwei Ableger veröffentlicht: Seit Juni 2018 erscheint Kaguya-sama wa Kokurasetai: Dōjin-ban auf der Website Tonari no Young Jump. Die Serie wird gezeichnet von Shinta Sakayama. Seit Juli 2018 erscheint im Shūkan Young Jump neben der Hauptserie auch der Yonkoma-Ableger Kaguya-sama o Kataritai, der von G3 Ida gezeichnet wird.

## Animeserie
Auf Grundlage des Mangas entstand beim Studio A-1 Pictures eine Animeserie für das japanische Fernsehen. Regie führte Mamoru Hatakeyama und Hauptautor war Yasuhiro Nakanishi. Neben Nakanishi war auch Yukie Sugawara an den Drehbüchern beteiligt. Das Charakterdesign stammt von Yūko Yahiro und die künstlerische Leitung lag bei Risa Wakabayashi.
Die 12 Folgen der ersten Staffel wurden vom 12. Januar bis 30. März 2019 von den Sendern Tokyo MX, GTV, GYT, BS11, MBS, CTV und TVN ausgestrahlt. International wurde der Anime von mehreren Streamingdiensten veröffentlicht, darunter mit deutschen und französischen Untertiteln bei Wakanim. Seit 11. April 2020 wird die zweite Staffel mit erneut 12 Folgen im japanischen Fernsehen und international per Streaming gezeigt. Die dritte Staffel unter dem Namen Kaguya-sama: Love is War -Ultra Romantic- feierte am 8. April 2022 im japanischen Fernsehen sowie im Simulcast bei Wakanim sowie erstmals bei Crunchyroll ihre Premiere.

### Synchronisation
Die deutsche Synchronisation entstand unter Kazé bei den Oxygen Sound Studios in Berlin. Dialogregie führte Sabine Winterfeldt
| Rolle            | japanischer Sprecher (Seiyū) | deutscher Sprecher |
| ---------------- | ---------------------------- | ------------------ |
| Kaguya Shinomiya | Aoi Koga                     | Amelie Plaas-Link  |
| Miyuki Shirogane | Makoto Furukawa              | Dirk Petrick       |
| Chika Fujiwara   | Konomi Kohara                | Rieke Werner       |
| Nagisa Kashiwagi | Momo Asakura                 | Anni C. Salander   |
| Yū Ishigami      | Ryōta Suzuki                 | Amadeus Strobl     |
| Kei Shirogane    | Sayumi Suzushiro             | Lisa May-Mitsching |
| Tsubasa Tanuma   | Taku Yashiro                 | Jeffrey Wipprecht  |
| Ai Hayasaka      | Yumiri Hanamori              | Lina Rabea Mohr    |
| Miko Iino        | Miyu Tomita                  | Paulina Bachmann   |
| Erzähler         | Yutaka Aoyama                | Bernd Egger        |

### Musik
Die Musik der Serie wurde komponiert von Kei Haneoka und für die Vorspanne wurden folgende Lieder verwendet:
- Love Dramatic von Masayuki Suzuki feat. Rikka Ihara
- Daddy! Daddy! Do! feat. Airi Suzuki von Masayuki Suzuki
- Giri Giri von Masayuki Suzuki feat. Su

Die Abspanntitel sind:
- Sentimental Crisis von halca
- Chikatto Chika Chikaa♡ (チカっとチカ千花っ♡) von Konami Kohara
- Kaze ni Fukarete von Haruka Fukuhara

Außerdem ist innerhalb von Folge 11 das Lied I miss you so bad von Kayoko Kusano zu hören.

## Rezeption
2019 lag der Manga mit vier Millionen Verkäufen auf Platz 9 der bestverkauften Serien in Japan. Bis Ende 2019 waren insgesamt 9 Millionen Bände verkauft worden. Anfang 2020 wurde die Serie mit dem Shōgakukan-Manga-Preis ausgezeichnet.